# Cat Scratch Fever
| Recensione | Giudizio |
| ---------- | -------- |
| AllMusic   | [ 3 ]    |

Cat Scratch Fever è il terzo album in studio del chitarrista statunitense Ted Nugent, pubblicato il 13 maggio 1977 dalla Epic Records.
Il singolo che dà il titolo all'album ha riscosso un notevole successo ed è stato riproposto da gruppi quali Motörhead, Nitro, Pantera.

## Tracce
Testi e musiche di Ted Nugent, eccetto dove indicato.

### Edizione originale in vinile
Lato A
1. Cat Scratch Fever – 3:39
2. Wang Dang Sweet Poontang – 3:16
3. Death By Misadventure – 3:30
4. Live It Up – 4:00 (Nugent, Derek St. Holmes)
5. Home Bound – 4:00

Lato B
1. Workin' Hard, Playin' Hard – 5:42
2. Sweet Sally – 2:32
3. A Thousand Knives – 4:47
4. Fist Fightin' Son of a Gun – 2:48
5. Out of Control – 3:27

### Edizione rimasterizzata in CD (Legacy, 1999)
1. Cat Scratch Fever – 3:41
2. Wang Dang Sweet Poontang – 3:17
3. Death By Misadventure – 3:31
4. Live It Up – 4:02 (Nugent, Derek St. Holmes)
5. Home Bound – 4:43
6. Workin' Hard, Playin' Hard – 5:44
7. Sweet Sally – 2:34
8. A Thousand Knives – 4:48
9. Fist Fightin' Son of a Gun – 2:51
10. Out of Control – 3:27
11. Cat Scratch Fever – 4:52 – traccia bonus registrata live all'Hammersmith Odeon di Londra, 1977
12. Wang Dang Sweet Poontang – 5:44 – traccia bonus registrata live all'Hammersmith Odeon di Londra, 1977

## Singoli
- 1977 – Cat Scratch Fever

## Formazione
- Ted Nugent – voce, basso, chitarra, percussioni
- Derek St. Holmes – chitarra ritmica, cori
- Rob Grange – basso
- Cliff Davies – batteria, cori

### Altri musicisti
- Rory Dodd – cori
- Montego Joe – percussioni
- Alan Spenner – cori
- Boz Burrell – cori
- Tom Werman – percussioni, cori